# Beatriz Gómez Cortés
Beatriz Gómez Cortés (Pontevedra; 29 de diciembre de 1994) es una deportista olímpica española que compite en natación. 
Entre sus mejores resultados destacan el Campeonato Mundial Junior en 200 metros estilos logrado en Lima, el cuarto puesto en el Europeo Absoluto en Piscina Corta de Eindhoven en 2010 en la modalidad de 200 metros braza y un sexto puesto en 400 metros libres en el Campeonato de Europa Absoluto disputado en Chartres (Francia).
Estudia Ingeniería biomédica en la Universidad de Vigo.

## Palmarés internacional
| Año  | Evento                    | Lugar                 | Puesto                              | Categoría                   |
| ---- | ------------------------- | --------------------- | ----------------------------------- | --------------------------- |
| 2010 | Campeonato Europeo Junior | Helsinki ( Finlandia) | Medalla de plata · Medalla de plata | 200 m estilos 400 m estilos |
| 2011 | Campeonato Mundial Junior | Lima ( Perú)          | Oro                                 | 200 m estilos               |